# Colorado Xplosion
Le Colorado Xplosion sono state una franchigia di pallacanestro della ABL, con sede a Denver, nel Colorado, attive dal 1996 al 1998.
Disputarono tre stagioni nella ABL, vincendo la Eastern Conference nel 1996-97, uscendo in semifinale nei play-off.

## Stagioni
| Stagione | Lega | Denominazione     | V  | P  | %    | Piazzamento | Play-off    |
| -------- | ---- | ----------------- | -- | -- | ---- | ----------- | ----------- |
| 1996-97  | ABL  | Colorado Xplosion | 25 | 15 | 62,5 | 1º          | Semifinale  |
| 1997-98  | ABL  | Colorado Xplosion | 21 | 23 | 47,7 | 4º          | Primo turno |
| 1998-99  | ABL  | Colorado Xplosion | 5  | 8  | 38,5 | 4º          | -           |